# Asige socken
Asige socken i Halland ingick i Årstads härad (före 1888 med del i Halmstads härad), ingår sedan 1971 i Falkenbergs kommun och motsvarar från 2016 Asige distrikt.
Socknens areal är 67,53 kvadratkilometer, varav 65,73 land. År 2000 fanns här 361 invånare. Kyrkbyn Asige med sockenkyrkan Asige kyrka ligger i socknen. 

## Administrativ historik
Asige socken har medeltida ursprung.
Före den 1 januari 1888 (ändring enligt beslut den 1 april 1887) hörde majoriteten av socknen (15 och 3/8 mantal) till Årstads härad och en mindre del (4 och 33/40 mantal) kallad Öinge fjerding till Halmstads härad. Öinge fjerding bestod av hemmanen Forsa qvarn, Hult, Lilla Bjernared, Slättellynga, Öinge samt Bjernared.
Vid kommunreformen 1862 övergick socknens ansvar för de kyrkliga frågorna till Asige församling och för de borgerliga frågorna till Asige landskommun. Landskommunen inkorporerades 1952 i Årstads landskommun som 1971 uppgick i Falkenbergs kommun. Församlingen uppgick 2010 i Susedalens församling.
1 januari 2016 inrättades distriktet Asige, med samma omfattning som församlingen hade 1999/2000.  
Socknen har tillhört fögderier och domsagor enligt Årstads härad. De indelta båtsmännen tillhörde Södra Hallands första båtsmanskompani.

## Geografi och natur
Asige socken ligger sydost om Falkenberg. Socknen är slättbygd i sydväst och kuperad skogsbygd i norr och öster. Största insjö är Borrsjön.
Det finns fem naturreservat i socknen: Frodeparken, Kättebo och Suseån-Hult ingår i EU-nätverket Natura 2000 medan Suseån som delas med Slöinge socken i Falkenbergs kommun och Getinge socken i Halmstads kommun samt Myskebackarna är kommunala naturreservat.
En sätesgård var Knobesholms säteri.

## Fornlämningar

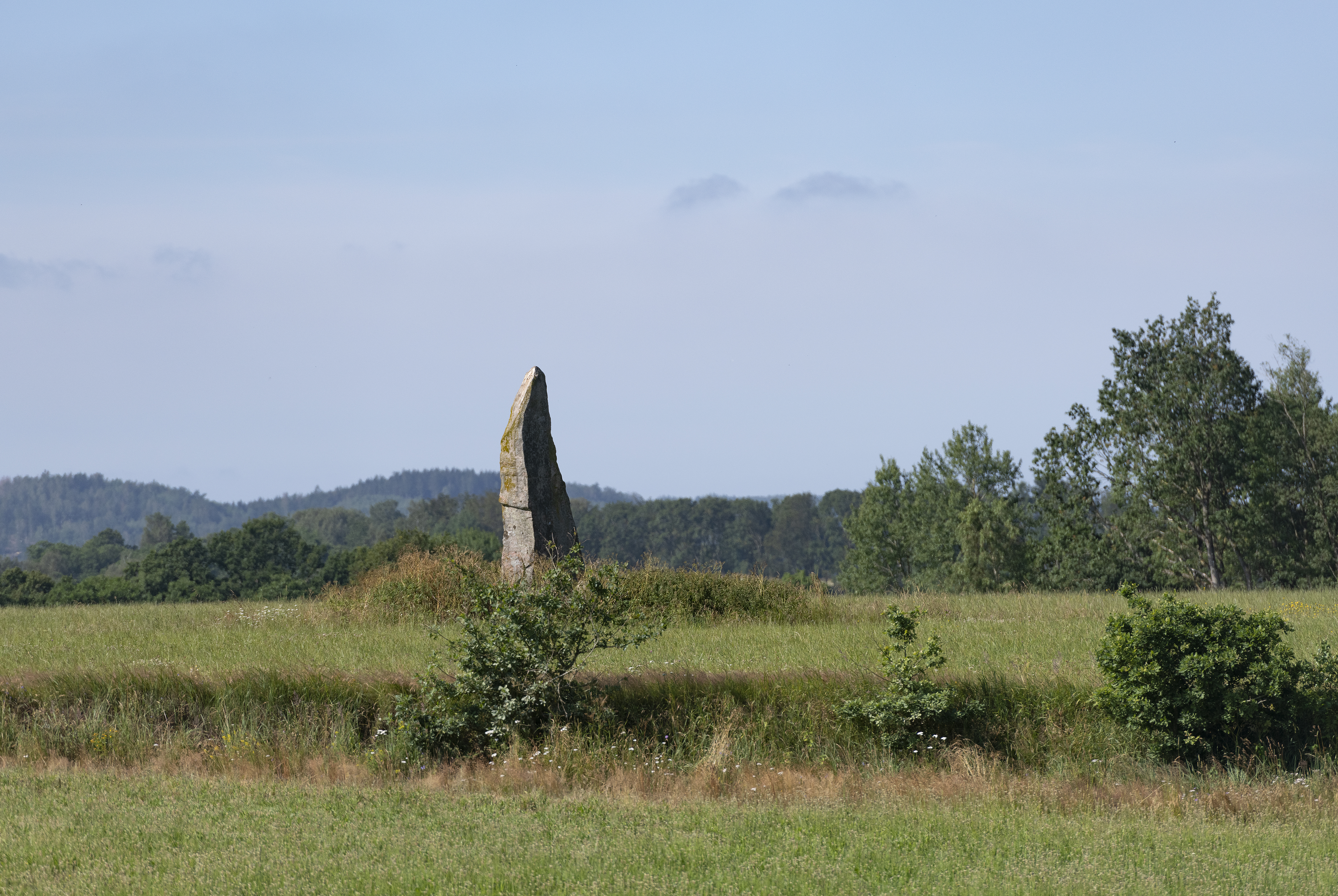
Rest sten i Asige socken, Halland

Från stenåldern finns ett tiotal boplatser. Från bronsåldern finns gravrösen och stensättningar och de två bautastenarna som kallas "Hagbards galge".  En fornborg finns här även. 

## Namnet
Namnet (cirka 1300 Asaka) kommer från en gård. Namnet innehåller as, 'asagud' och eke, 'ekdunge'.

## Befolkningsutveckling
| Befolkningsutvecklingen i Asige socken 1769–1990                                                        | Befolkningsutvecklingen i Asige socken 1769–1990 | Befolkningsutvecklingen i Asige socken 1769–1990 | Befolkningsutvecklingen i Asige socken 1769–1990 | Befolkningsutvecklingen i Asige socken 1769–1990 |
| --- | ------------------------------------------------ | ------------------------------------------------ | ------------------------------------------------ | ------------------------------------------------ |
| |                                                  |                                                  |                                                  |                                                  |
| År |                                                  |                                                  | Folkmängd                                        |                                                  |
| 1769 | 1769                                             |                                                  | 486                                              |                                                  |
| 1790 | 1790                                             |                                                  | 545                                              |                                                  |
| 1800 | 1800                                             |                                                  | 473                                              |                                                  |
| 1810 | 1810                                             |                                                  | 554                                              |                                                  |
| 1820 | 1820                                             |                                                  | 608                                              |                                                  |
| 1830 | 1830                                             |                                                  | 840                                              |                                                  |
| 1840 | 1840                                             |                                                  | 810                                              |                                                  |
| 1850 | 1850                                             |                                                  | 893                                              |                                                  |
| 1860 | 1860                                             |                                                  | 977                                              |                                                  |
| 1870 | 1870                                             |                                                  | 1 045                                            |                                                  |
| 1880 | 1880                                             |                                                  | 1 050                                            |                                                  |
| 1890 | 1890                                             |                                                  | 843                                              |                                                  |
| 1900 | 1900                                             |                                                  | 884                                              |                                                  |
| 1910 | 1910                                             |                                                  | 840                                              |                                                  |
| 1920 | 1920                                             |                                                  | 856                                              |                                                  |
| 1930 | 1930                                             |                                                  | 782                                              |                                                  |
| 1940 | 1940                                             |                                                  | 705                                              |                                                  |
| 1950 | 1950                                             |                                                  | 609                                              |                                                  |
| 1960 | 1960                                             |                                                  | 505                                              |                                                  |
| 1970 | 1970                                             |                                                  | 403                                              |                                                  |
| 1980 | 1980                                             |                                                  | 366                                              |                                                  |
| 1990 | 1990                                             |                                                  | 348                                              |                                                  |
| Anm: Källor: Umeå universitet - Tabellverket 1749-1859, Demografiska databasen, CEDAR, Umeå universitet |                                                  |                                                  |                                                  |                                                  |

## Historiska bilder

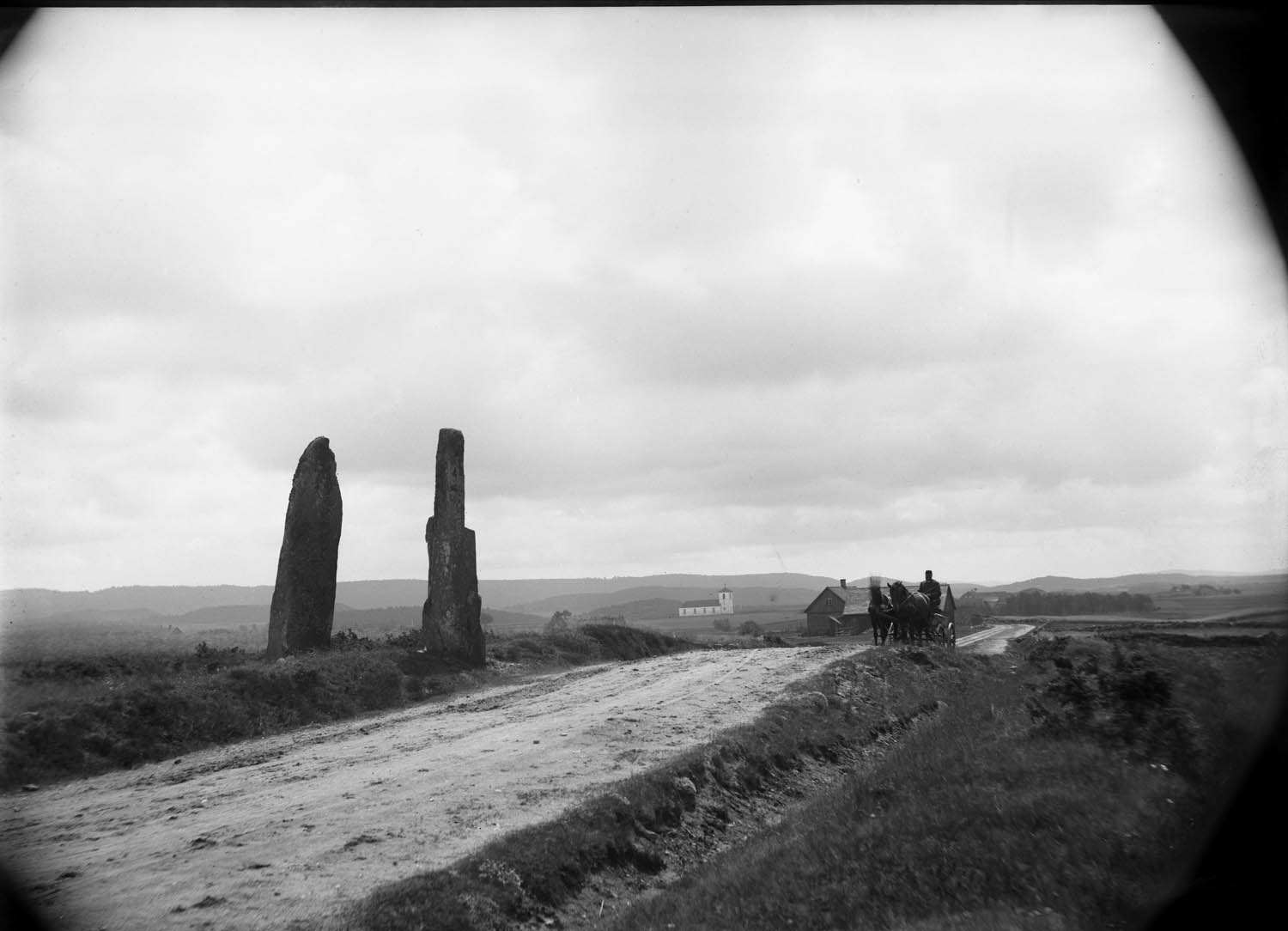
Vy över Asige hed med Asige kyrka i bakgrunden och de två bautastenarna som kallas "Hagbards galge" i förgrunden. Gården som skymtar bakom är Asigegården. Foto före 1890.
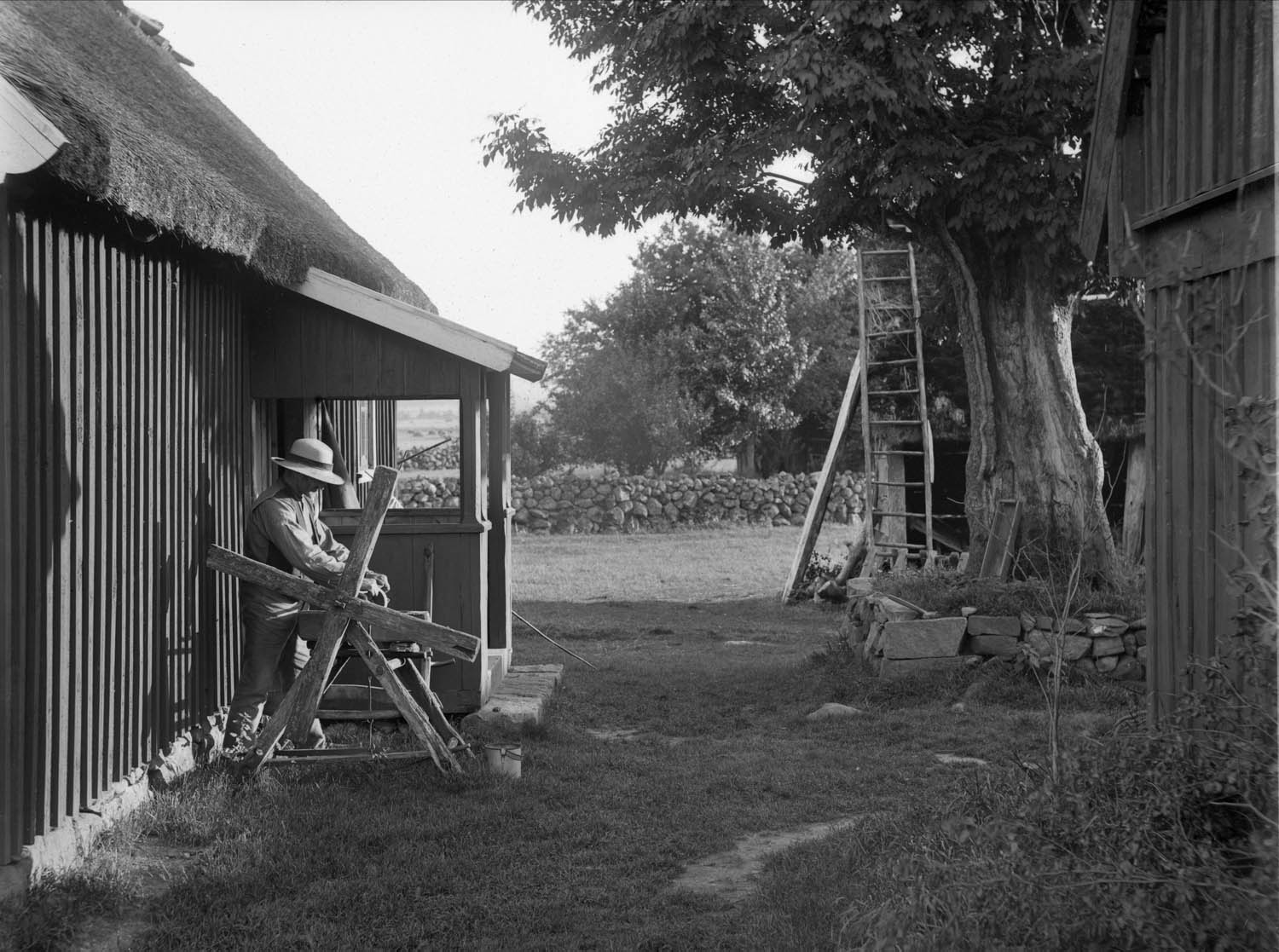
Vid Björsgård i Asige socken. Foto omkring 1880-1910.
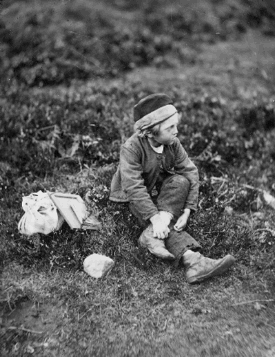
Skolpojke med böcker och griffeltavla i Asige. Foto från slutet av 1800-talet.

## Fornlämningar i Asige socken

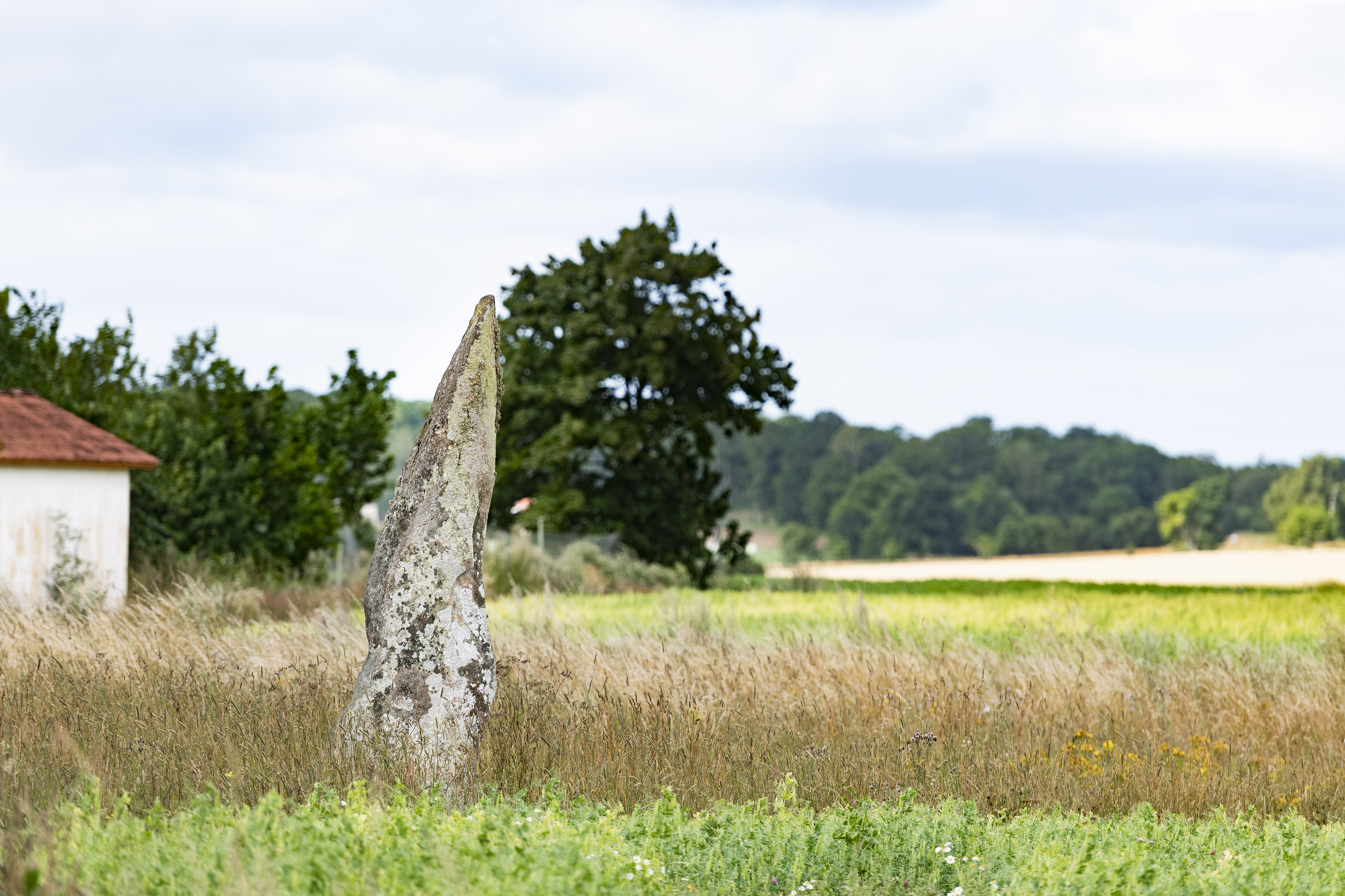
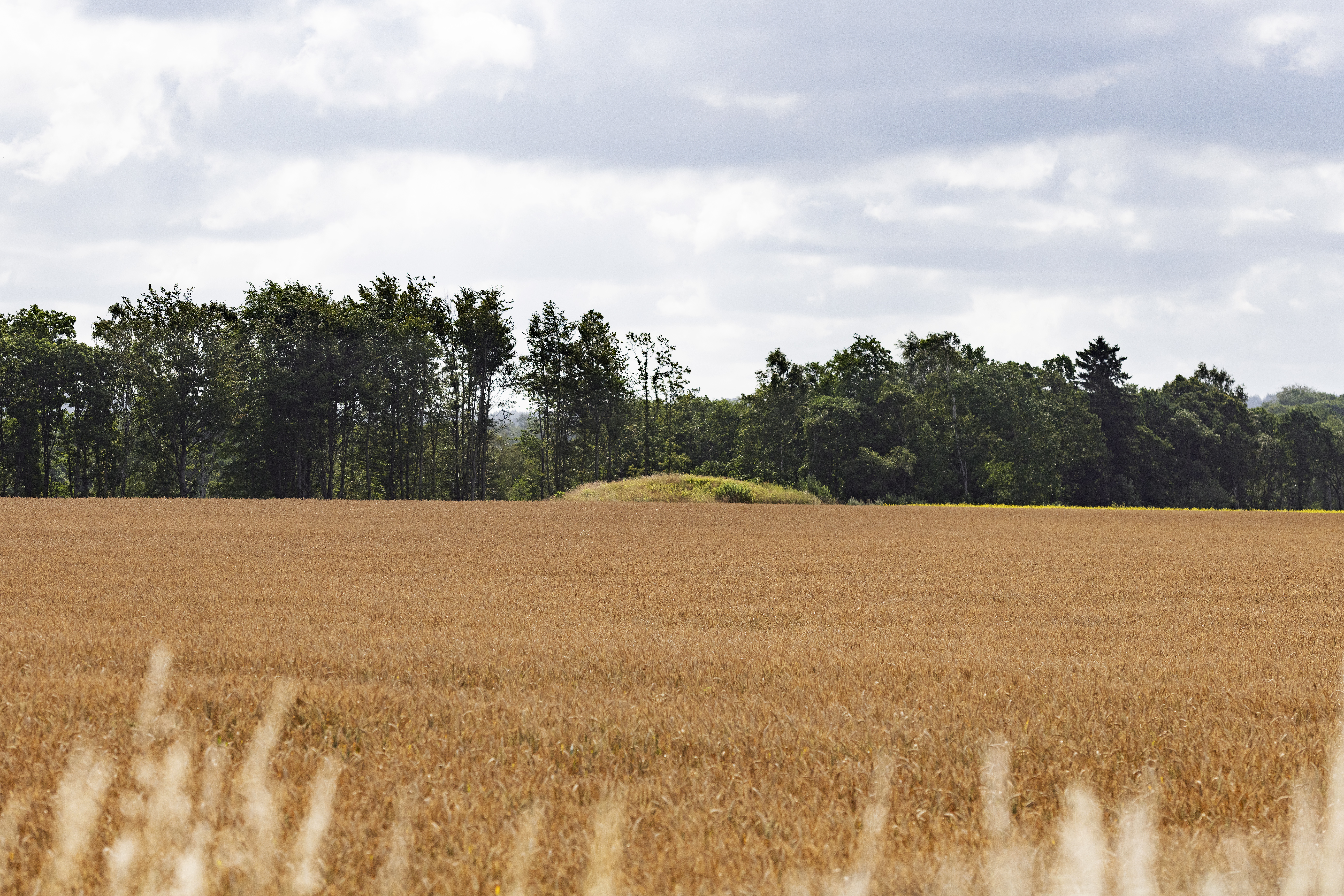
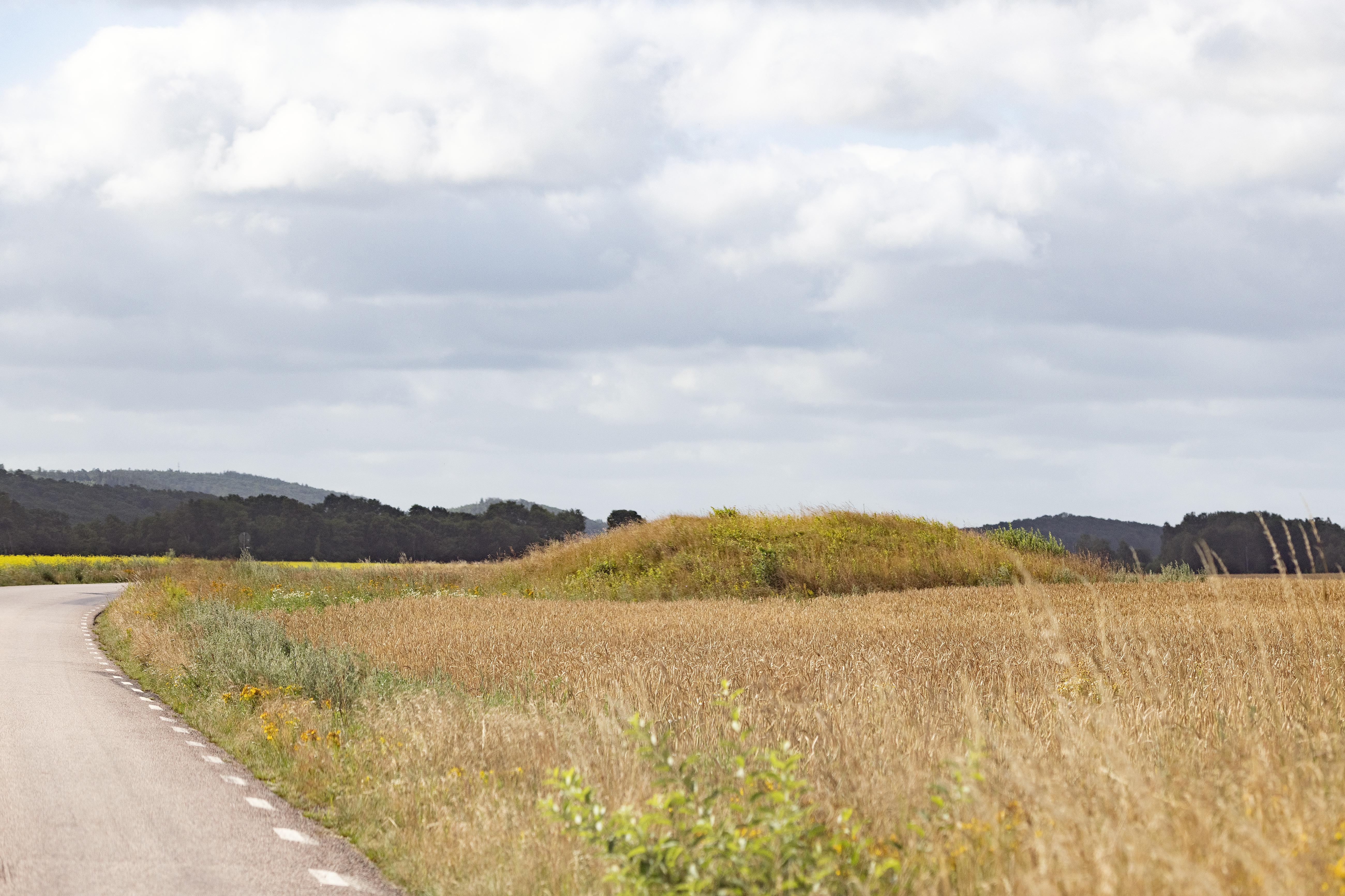
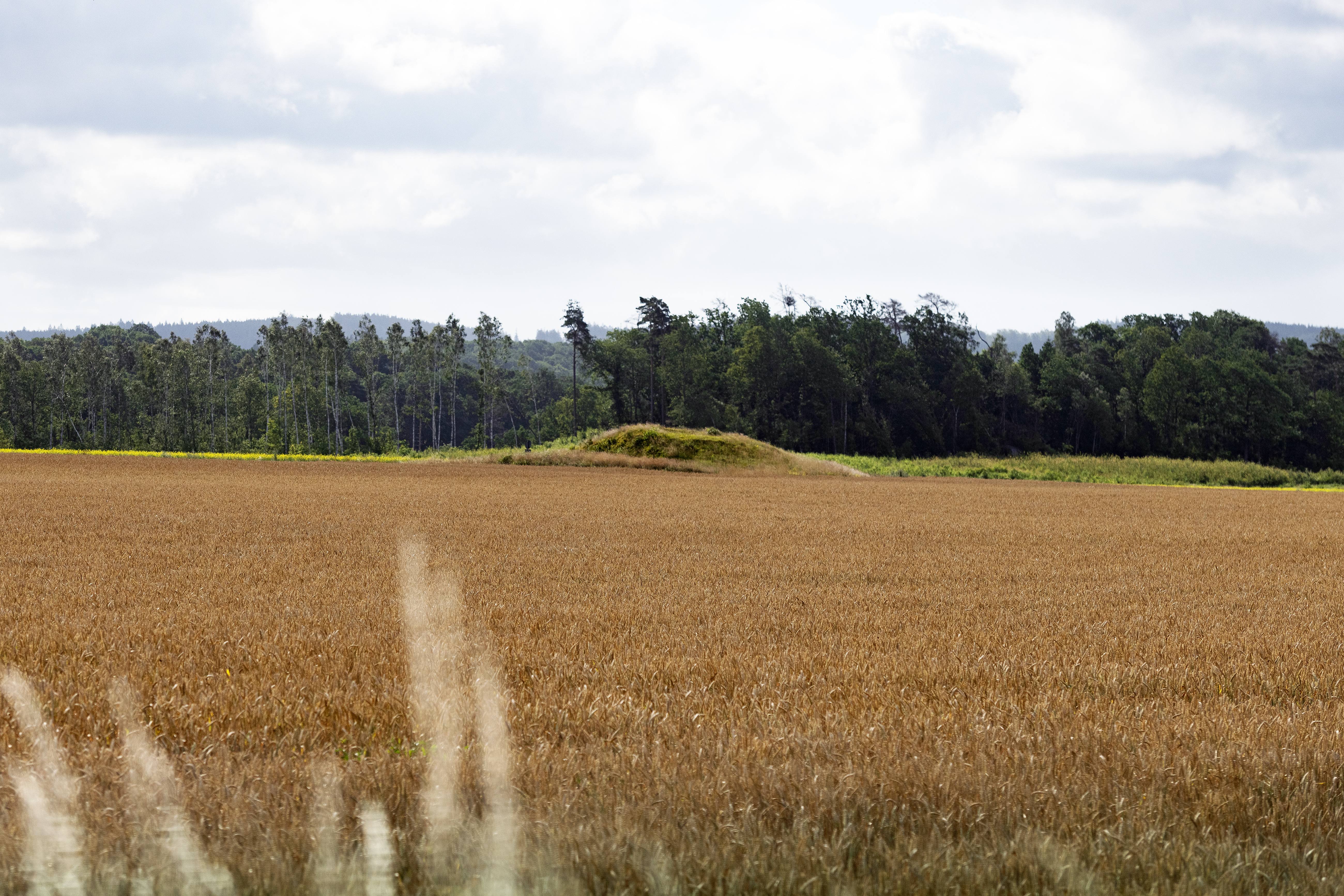
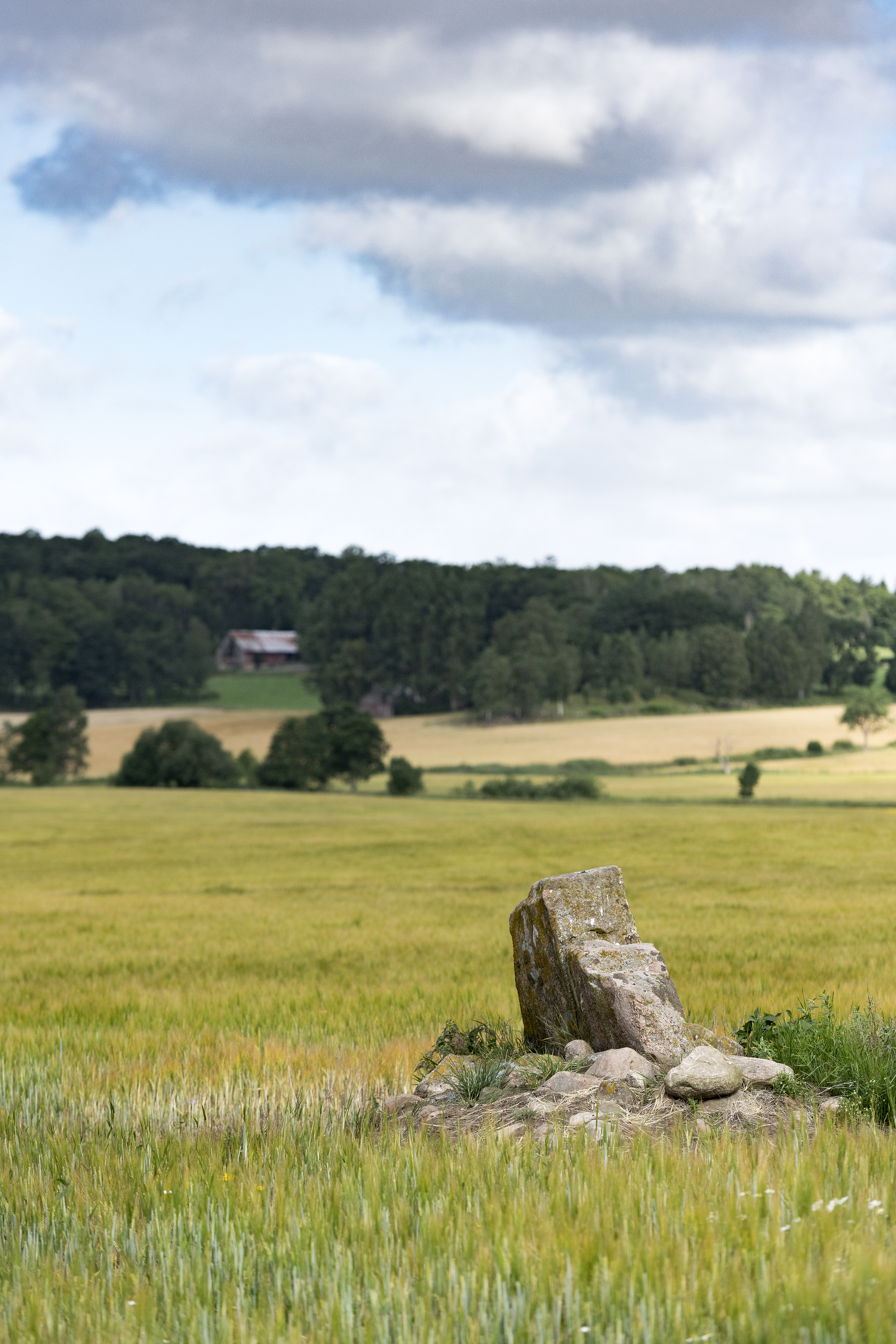